# Flusskompressionsgenerator

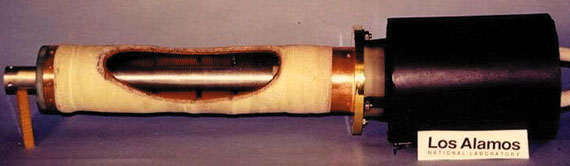
Schnittmodell eines Flusskompressionsgenerators

Der Flusskompressionsgenerator ist ein pyrotechnisch angetriebener Impulsgenerator zur einmaligen, kurzzeitigen Erzeugung einer hohen magnetischen Flussdichte und eines elektrischen Impulses mit hoher Leistung.
In Kombination mit einem Vircator, welcher vom Flusskompressionsgenerator gespeist wird, kann ein leistungsstarker elektromagnetischer Puls (EMP) erzeugt werden, um elektronische Geräte wie beispielsweise Radaranlagen oder Funkanlagen zu stören beziehungsweise dauerhaft funktionsunfähig zu machen.
Die Impulsdauer liegt im Bereich einiger 100 Nanosekunden bis zu wenigen Mikrosekunden, die dabei erzielbare kurzzeitige Spitzenleistung liegt je nach Typ bei bis zu einigen Gigawatt.
Anwendung fand er zunächst für Experimente mit hohen magnetischen Flussdichten und später in der elektronischen Kampfführung. Er wird auf Lenkflugkörpern in Kombination mit einem Vircator für  Elektronische Gegenmaßnahmen (ECM) eingesetzt.
Erste Flusskompressionsgeneratoren (MK-1) und wesentliche Arbeiten dazu wurden Anfang der 1950er Jahre in der Sowjetunion in Sarow im damaligen Objekt КБ-1 (heute Russisches Föderales Nuklearzentrum/Allrussisches Wissenschaftliches Forschungsinstitut für Experimentelle Physik, kurz РФЯЦ-ВНИИЭФ beziehungsweise RFJaZ-WNIIEF) rund um Andrei Dmitrijewitsch Sacharow entwickelt. Später wurden ähnliche Generatoren auch am Los Alamos National Laboratory (LANL) in den USA realisiert.

## Funktionsprinzip

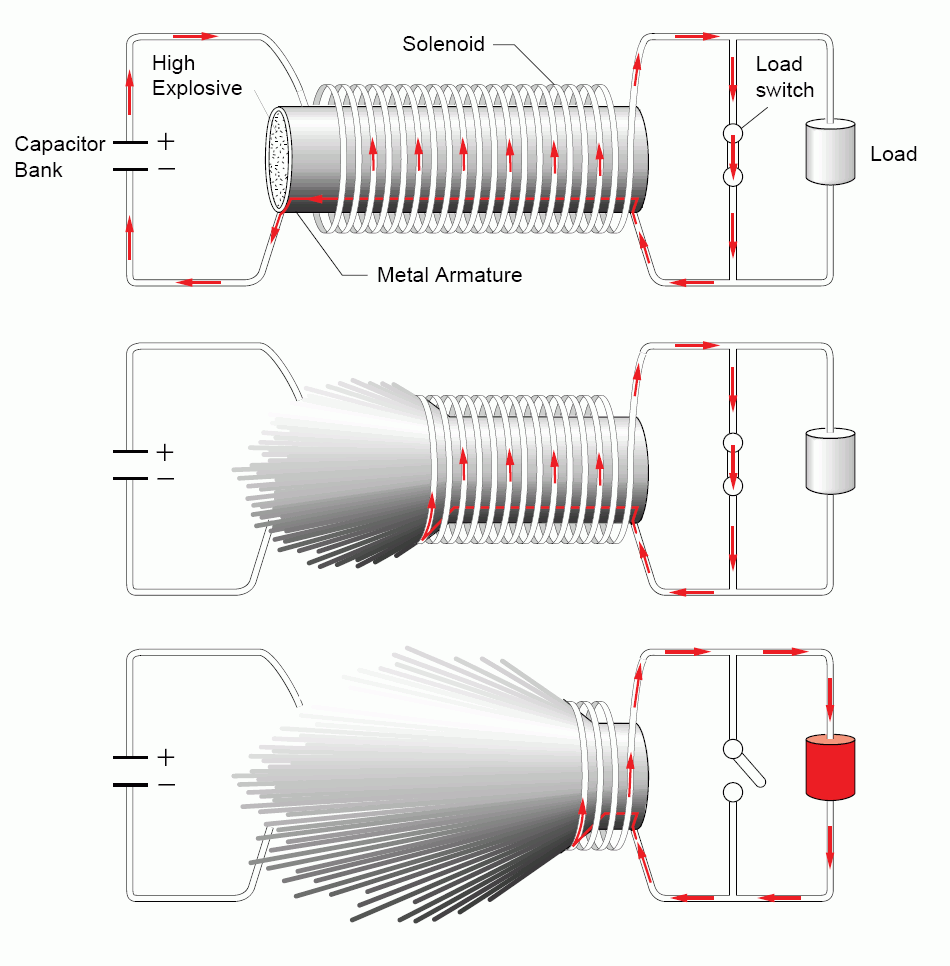
Prinzipdarstellung und Ablauf bei einem Helical-Flusskompressionsgenerator

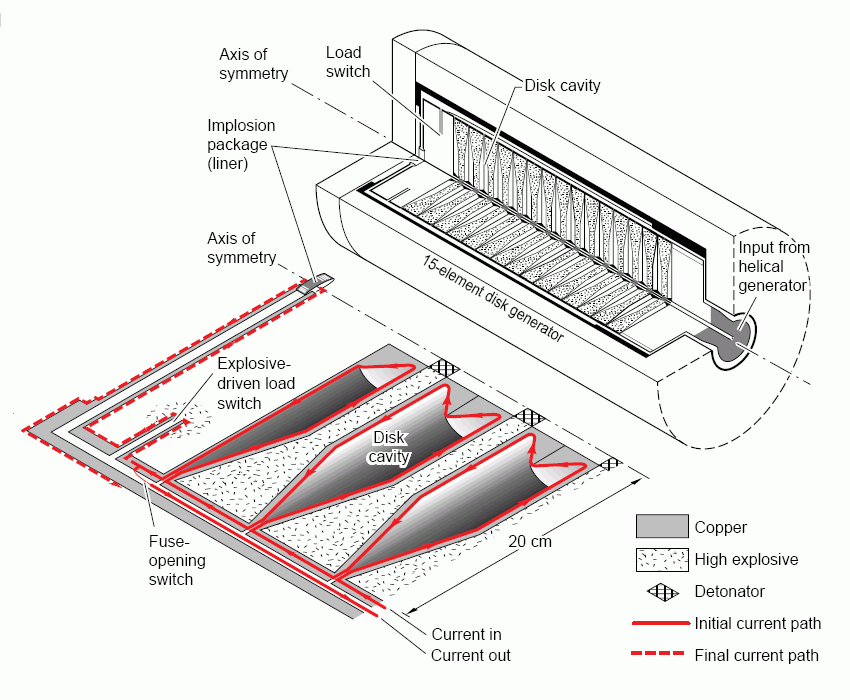
Schnittdarstellung eines scheibenförmigen Flusskompressionsgenerators

Das Funktionsprinzip eines Impulsgenerators basiert darauf, dass zunächst ein stromdurchflossener Leiter, ausgebildet als eine geschlossene Leiterschleife beispielsweise in Form einer Spule, ein Magnetfeld verursacht. Die in diesem magnetischen Feld der Spule gespeicherte magnetische Energie ist linear von der Induktivität der Leiterschleife und dem Quadrat des elektrischen Stromes abhängig. 
Wird nun der Raum des magnetischen Feldes durch eine äußere Kraft genügend schnell verkleinert oder komprimiert, nimmt die magnetische Flussdichte in dem verkleinerten Raumgebiet zu. Bei der Kompression wird gegen die magnetische Kraftwirkung Arbeit verrichtet, womit die im magnetischen Feld gespeicherte Energie zunimmt. Erzeugt wird diese Kraft bei einem Flusskompressionsgenerator mit Hilfe einer Explosion von chemischem Sprengstoff, idealerweise durch eine Detonation. Je schneller der räumliche Kompressionsvorgang abläuft, desto höher sind die dabei erzielbaren Momentanleistungen. Ein Flusskompressionsgenerator kann daher prinzipbedingt nur einmal verwendet werden, da die gesamte Anordnung bei der Explosion zerstört wird.
Als initiale Energiequelle zur Etablierung eines Stromflusses in der Leiterschleife dienen zum Beispiel vorab geladene Kondensatoren, die über die Spule entladen werden. Beim Erreichen des maximalen Stromes in der Spule, typisch ist ein Spitzenwert von einigen kA, wird die Sprengladung gezündet, wodurch die Spule zunächst eingangsseitig kurzgeschlossen und dann räumlich verkleinert wird. Die Vorgänge laufen typischerweise im Bereich von Mikrosekunden ab. Zur Auskopplung der hohen Momentanleistung, beispielsweise um einen Vircator damit zu versorgen, muss die kurzgeschlossene und verkleinerte Spule abschließend zur Last hin geöffnet werden.

## Aufbau
Im Wesentlichen sind drei verschiedene Varianten bekannt:

### Hohles Innenrohr
Die älteste Bauform des Generators, von seinem Erfinder Sacharow als MK-1 bezeichnet, besteht aus einem hohlen Innenrohr. Bei diesem Aufbau befindet sich im Zentrum ein innen elektrisch nicht kontaktiertes hohles und in Längsrichtung geschlitztes Kupferrohr, im Außenbereich befindet sich die in Sprengstoff eingebettete elektrische Spule und die Rückleitung. Der magnetische Fluss breitet sich primär im Inneren des Rohres aus, bei der Explosion wird das Kupferrohr zusammengepresst und bildet einen sich rasch verengenden Kurzschlussring, in welchem es durch die Kompression des Metallrohres kurzzeitig zu einer hohen magnetischen Flussdichte kommt. Bei dieser Bauform war das Ziel hohe magnetische Flussdichten zu erzielen, ein elektrischer Abgriff der Momentanleistung ist bei diesem Generatortyp nicht vorgesehen.
Mit dieser Bauform gelang es in den 1950er Jahren, bis dahin unerreichte magnetische Flussdichten von etwa 150 T zu erzielen. Der vom Sprengstoff gegen das Feld im Kupferrohr aufzubringende Druck beträgt bei 100 Tesla bereits 40 kbar und wächst quadratisch mit der Flussdichte.

### Helical-Flusskompressionsgenerator
Der Helical-Flusskompressionsgenerator oder MK-2 ist ähnlich aufgebaut, funktioniert jedoch völlig anders. Der Sprengstoff befindet sich im Inneren eines nicht geschlitzten Kupferrohres. Darum herum befindet sich eine Spule, als deren Rückleiter bei der initialen Speisung dient das Kupferrohr. Das magnetische Feld breitet sich bei der Stromspeisung aus einem Kondensator primär zwischen dem Kupferrohr und der Spule aus. Der Sprengstoff wird am speisenden Ende des Rohres/der Spule gezündet. Die Explosionswelle drückt fortlaufend das Kupferrohr nach außen in die Spule und schließt diese kurz. Es kommt zu einer stetigen Verkürzung der Spule und damit zum Anstieg des Stromes, der Flussdichte und der Feldenergie. Wenn das Ende erreicht wird, hat der Strom sein Maximum erreicht. Im Energiemaximum kann ein Impuls an eine externe Last außerhalb der Explosionszone abgegeben werden, indem die Sprengfront eine Brücke öffnet, die bis dahin den Kurzschluss aufrechterhielt. Der Impuls kann zum Beispiel über ein Pulsformungsnetzwerk an einen Vircator oder auch an eine weitere Kompressionsstufe abgegeben werden. Der maximale Impulsstrom beträgt bis zu 100 MA.

### Scheibenförmiger Flusskompressionsgenerator
Bei diesem vergleichsweise aufwändigen Aufbau befinden sich entlang einer Achse mehrere Scheiben, welche in ihrem Aufbau Hohlräume beinhalten. Diese Hohlräume sind mit Kupfer ausgekleidet, sind nach außen offen und beinhalten nach Speisung beispielsweise aus einem vorgeschalteten Helical-Flusskompressionsgenerator das tangentiale Magnetfeld. Die Anordnung ist durch umgebenden Sprengstoff aufgefüllt. Der Sprengstoff zwischen den Hohlräumen wird nacheinander von der Achse beginnend durch eigene Zündeinrichtungen ausgelöst. Das Magnetfeld wird nach außen in die schmaleren Bereiche der Hohlräume abgedrängt. Der maximale Impulsstrom beträgt bei dieser Anordnung bis zu 250 MA. Im Energiemaximum kann ein Impuls an eine externe Last außerhalb der Explosionszone abgegeben werden, indem die Stromstärke eine Art Schmelzsicherung öffnet, die bis dahin den Kurzschluss des koaxialen Leiterkreises aufrechterhielt.
Zu Werkstoffforschungen und zur Untersuchung von Plasmen und Schockwellen wurde zum Beispiel ein kurzer leitfähiger geschlossener Hohlzylinder (als Liner bezeichnet, Abmessungen im Zentimeter-Bereich) axial vom erzeugten Stromimpuls durchflossen. Da sein Inneres feldfrei ist, wird er durch das ihn umgebende Magnetfeld heftig zusammengepresst, bevor auch er verdampft. In seinem Inneren sind entweder Experimente untergebracht oder er bleibt leer. Mit dünnwandigen Aluminiumzylindern sind so Implosionsgeschwindigkeiten von mehreren 100 km/s erreichbar. Beim Zusammenprall des Materials mit sich selbst entstehen sehr heiße Plasmen, die unter anderem weiche Röntgenstrahlungs-Impulse aussenden.